# Ральф Меллер
Ральф Меллер (нім. Ralf Möller; рід. 12 січня 1959, Реклінгхаузен, Північний Рейн-Вестфалія, ФРН) — німецький кіноактор та колишній культурист. Найбільш відомий за роллями Бракуса у фільмі Найкращі з найкращих 2 та Хагена у Гладіаторі. Також зіграв роль Конана в однойменному серіалі.
Зріст 198 см., вага 132 кг.

## Фільмографія

### Фільми
- 1989 — Кіборг / Cyborg — Брік Бардо
- 1990 — Обережно, перебудова[it] / Occhio alla perestrojka — Сергій
- 1992 — Універсальний солдат / Universal Soldier — GR76
- 1993 — Найкращі з найкращих 2 / Best of the Best 2 — Бракус
- 1995 — Сага про вікінгів[en] / The Viking Sagas — Кьяртан
- 1997 — Бетмен і Робін / Batman & Robin — охоронець в Аркхемі
- 2000 — Громила та малюки / Der Superbulle und die Halbstarken — Марк Кернер
- 2000 — Гладіатор / Gladiator — Хаген
- 2002 — Цар скорпіонів / The Scorpion King — Торак
- 2004 — Кільце Нібелунгів / Ring of the Nibelungs — король Торкілт
- 2004 — Молодий батько / El Padrino — Курт Мейерс
- 2006 — Пивний бум / Beerfest — Хаммахер
- 2007 — Сід: Помста повсталого / Seed — Арнольд Калгроув
- 2007 — Слідопит / Pathfinder — Улфар
- 2007 — Постал / Postal — офіцер Джон
- 2008 — Один у темряві 2 / Alone in the Dark II — Бойл
- 2008 — Фар Край / Far Cry — Макс Кардинал
- 2008 — Час комети[en] / Koha e Kometës — Фрайгер фон Кейттель
- 2010 — Турист / The Tourist — Лунт
- 2010 — Казки про стародавню імперію / Tales of an Ancient Empire — генерал Хафез
- 2020 — Прорив / Breach — Вірл
- 2024 — Kung Fury 2 / Kung Fury 2 — Тор

### Серіали
- 1988 — Місце злочину / Tatort — охоронець (Епізод: "Gebrochene Blüten")
- 1997-98 — Конан / Conan the Adventurer — Конан
- 2001 — Андромеда / Andromeda — Джегер (Епізод: "Harper 2.0")
- 2001 — Мисливці за старовиною / Relic Hunter — Франк Кафка (Епізод: "The Light of Truth")
- 2002 — Мутанти X / Mutant X — лейтенант Бо Лонгстріт (Епізод: "Dark Star Rising")
- 2012 — Кобра 11 / Alarm für Cobra 11 — Die Autobahnpolizei — Андрій Владич (Епізод: "Engel des Todes")
- 2018 — Місце злочину / Tatort — Акталай V.I.P. (Епізод: "Tschiller: Off Duty")

### Кліпи
- 2003 - Scooter/Maria (I Like It Loud)